# Upplands runinskrifter 338
Upplands runinskrifter 338 är en runsten i Granby, Orkesta socken och Vallentuna kommun, Uppland.

## Stenen
Stenen med inskrift från 1000-talet efter Kristi födelse står rest vid kanten av en grusväg som går förbi Gustavslund. Ristningens baspartier är skadade på båda sidorna. Toppen har varit avslagen och är lagad, men översta biten med en del av ristningen fattas.
Uttrycket "bättre än han förtjänade" betyder inte att Björn varit en ond person, utan det är en ödmjuk förhoppning om Guds nåd för en syndig människa. Kalv måste ha varit en betydande man i bygden eftersom han står särskilt omnämnd. Han förekommer också i inskriften på den stora Granbyhällen cirka 500 meter österut. Vid Söderby, omkring en kilometer öster om Granby, har ytterligare två runstenar; U 341 och U 342, blivit resta efter honom.

## Inskriften
Translitterering av runraden:
§A þurstin × uk × ragnfriʀ × þu (r)(i)stu × stin × þina × iftiʀ × (b)iur[n] × i krnbu 
§B × bruþur × kalfs × anum × ua [at · uikmu--ʀ × ku]þ ihlbi × [o]ns × ot × uk × salu × bitr × þan × on karþ[i] -il
Normalisering till runsvenska:
§A Þorstæinn ok ʀagnfriðr þau ræistu stæin þenna æftiʀ Biorn i Granby, 
§B broður Kalfs. Hanum va at Vigm[un]dr. Guð hialpi hans and ok salu bætr þan hann gærði [t]il.
Översättning till nusvenska:
Torsten och Ragnfrid de reste denna sten efter Björn i Granby, Kalvs broder. Honom dräpte Vigmund. Gud hjälpe hans ande och själ bättre än han förtjänade.